# Quartes
Quartes [kwaʀt] est une section de la ville belge de Tournai, située en Région wallonne dans la province de Hainaut.
C'était une commune à part entière avant la fusion des communes de 1977.

## Évolution démographique
- Sources : INS, Rem. : 1831 jusqu'en 1970 = recensements, 1976 = nombre d'habitants au 31 décembre.

## Histoire
Quartes était une seigneurie à l'époque de l'Ancien Régime.
Au début du XVIIIe siècle, Chrétien-François-Hippolyte Libert (1680-1720), écuyer, est seigneur de Quartes. Fils de Chrétien, seigneur de la Tramerie, marchand, bourgeois de Lille, conseiller secrétaire du roi, et de Marie Van Thienen, il est baptisé à Lille le 13 septembre 1680, devient bourgeois de Lille le 22 mars 1713, passe conseiller secrétaire du roi en la chancellerie près le Parlement de Flandres, meurt à Lille le 9 janvier 1720. Il prend pour femme à Lille le 26 juillet 1712 Élisabeth-Chrétienne Taviel (1690-1751), dame (les hommes sont seigneur de, les femmes sont dame de) de Lauwe, fille de François-Eustache Taviel du Molinel, chevalier, seigneur du Molinel, de Bois-Grenier, de Bourghelles, négociant, bourgeois de Lille, substitut du procureur du roi près le bureau des finances de la généralité de Lille, anobli, et de Catherine de la Haye. L'épouse est baptisée à Lille le 15 septembre 1690 et y meurt le 5 février 1751, à l'âge de 60 ans,.

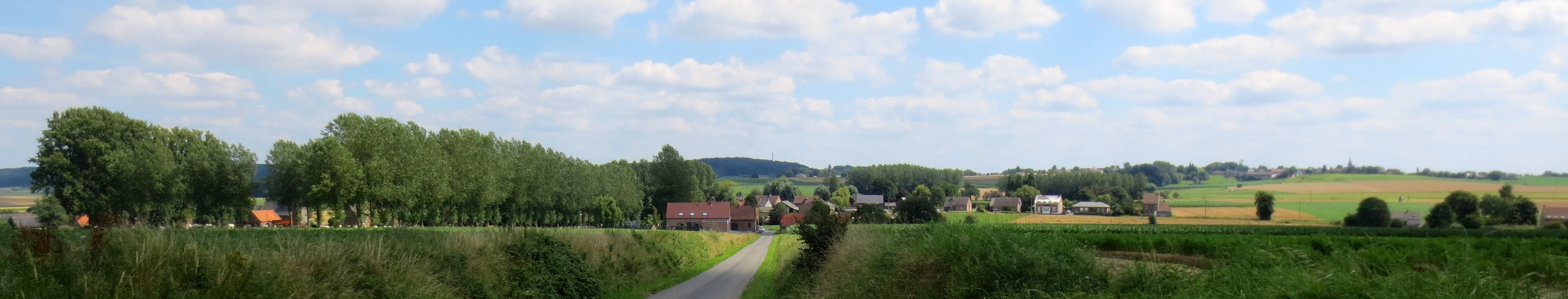
Quartes.

Marie-Françoise-Michelle Libert (1717-1758) est dame de Quartes. Fille de Chrétien-François, elle est baptisée à Lille le 29 septembre 1717 et meurt à Paris le 21 novembre 1758. Elle épouse à Lille  le 15 novembre 1738 Charles-Julien Bidé de la Grandville (1717-1747), écuyer, seigneur de la Grandville. Fils de Julien Louis Bidé de La Granville, écuyer, seigneur de la Grandville, chancelier de la maison du duc d'Orléans, conseiller au Grand Conseil, conseiller du roi et maître des requêtes en son hôtel, intendant d'Auvergne,intendant de Flandre, intendant d'Alsace, conseiller d'État et de Pétronille-Françoise Pinsonneau, il nait à Paris le 21 mars 1717, devient bourgeois de Lille le 3 octobre 1738, est inscrit au rôle des nobles de la province de Flandre le 17 janvier 1740, et meurt à Lille le 25 janvier 1747. Marie-Françoise Libert prend pour second mari à Lille le 5 juillet 1750 Balthazar-Alexandre de Saint-Aldegonde, comte de Genech, fils de Balthazar, comte de Genech, baron de Fromelles et de Marie-Françoise de Lannoy. Le second mari, veuf de Marie-Jacqueline d'Ennetières, est  baptisé à Lille le 25 janvier 1703, et devient bourgeois de Lille sur requête le 13 avril 1731,.

## Patrimoine et culture

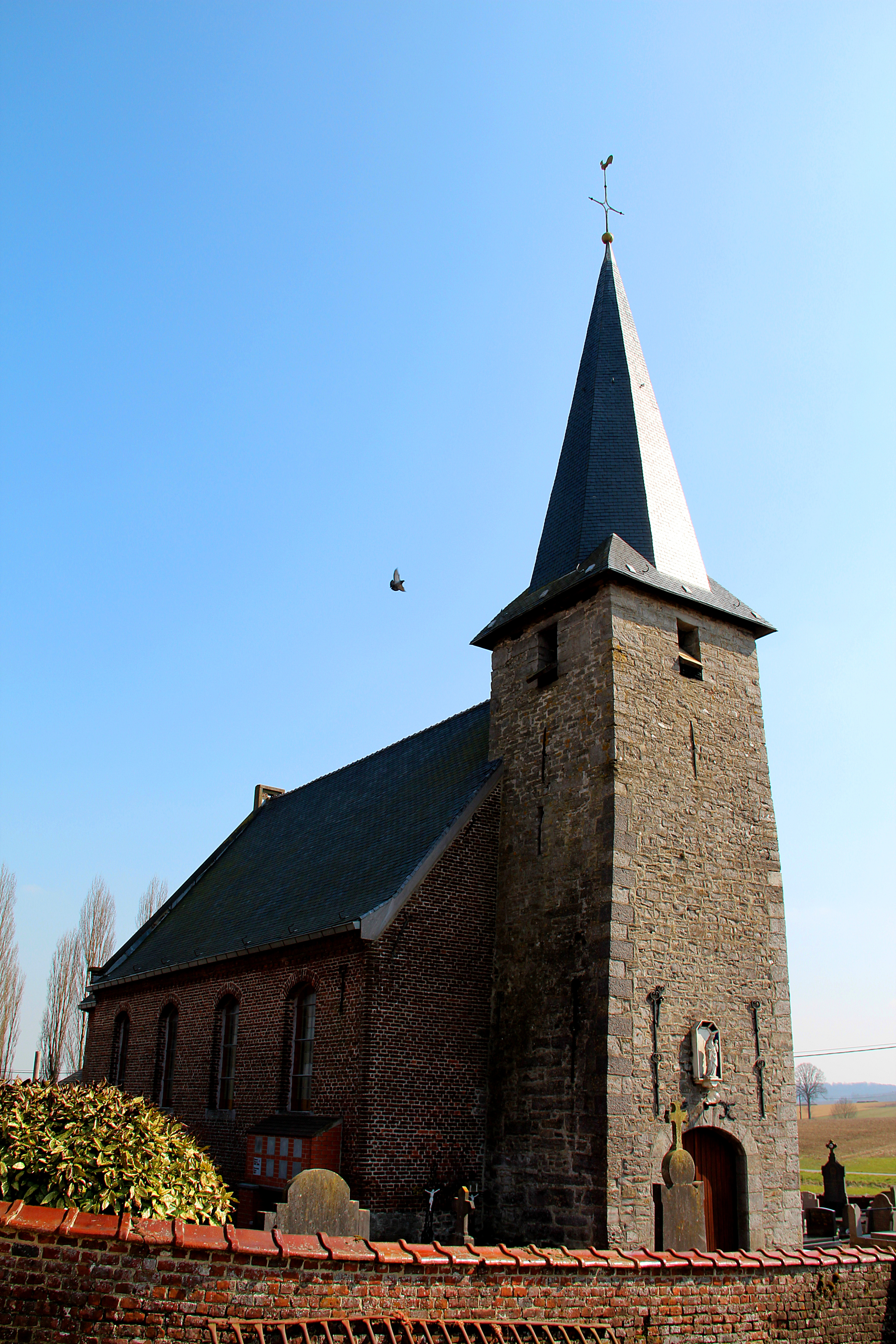
Église Saint-Martin de Quartes.

### Patrimoine architectural
- Église Saint-Martin de Quartes: La Façade de la Tour carré datée de 1737.